# PSV Eindhoven
Philips' Sport Vereniging Eindhoven, PSV Eindhoven ali preprosto PSV je nizozemski nogometni klub iz Eindhovna. Ustanovljen je bil 31. avgusta 1913. Skupaj z Ajaxom in Feyenoordom tvori trojico nizozemskih klubov, kateri so osvojili kakršenkoli evropski pokal. PSV-jeva najboljša evropska dosežka sta osvojitev Lige Prvakov v sezoni 1987/88 (istega leta je Nizozemska zmagala v finalu Evropskega nogometnega prvenstva) in osvojitev Evropske lige v sezoni 1977/78.
PSV-jev domači stadion je Philips Stadion, kateri sprejme 36.500 gledalcev. Vzdevka PSV-jevih nogometašev sta Boeren (kmetje) in Rood-witten (rdeče-beli), zaradi njihovih rdeče-belih črtastih dresov.